# Kurt Mendelssohn
Kurt Alfred Georg Mendelssohn FRS (7 de enero de 1906 – 18 de septiembre de 1980) fue un físico británico, nacido alemán,  miembro de la Royal Society en 1951.

## Biografía
Fue bisnieto de Saul Mendelssohn, el hermano más joven de filósofo Moisés Mendelssohn. Recibió el doctorado en ciencias físicas de la Universidad de Berlín, siendo alumno de Max Planck, Walther Nernst, Erwin Schrödinger, y Albert Einstein. Abandonó Alemania con el advenimiento del régimen Nazi en 1933, y marchó a Inglaterra. Trabajó en la Universidad de Oxford en 1933. Fue Lector en Física, 1955-1973, Lector emérito en 1973; Profesor emérito asociado de la Universidad Wolfson, Oxford, en 1973.
Realizó trabajos científicos en física de baja temperatura, con elementos transuránicos, y en física médica. Le fue otorgada la Medalla Hughes por Royal Society.

## El enigma de las pirámides
En 1974, publica El enigma de las pirámides (The Riddle of the Pyramids), 
en el que trató de explicar las causas y motivos de las pirámides egipcias más antiguas. Aunque Mendelssohn no fue un egiptólogo, en su libro cuenta con en el asesoramiento de expertos como Robert Mond y Walter Emery, así como sus propios datos en visitas a Egipto y México.
Su tesis principal era que la pirámide de Meidum se había derrumbado durante la construcción, una conclusión a la que llegó utilizando sus conocimientos de física, que le surgió en 1966 por las imágenes del desastre Aberfan, donde Mendelssohn vio similitudes con el montón de escombros que rodean a la pirámide de Meidum. 
Trabajando a partir de esta conclusión, elaboró la teoría de que la construcción de las pirámides en Egipto adquirieron un sentido propio durante la Tercera y Cuarta dinastías, más o menos independiente de los reinados de los faraones. Su teoría no ha sido adoptada por la comunidad egiptológica, pero el libro sigue siendo un estudio estimulante y detallado de las 
pirámides egipcias.

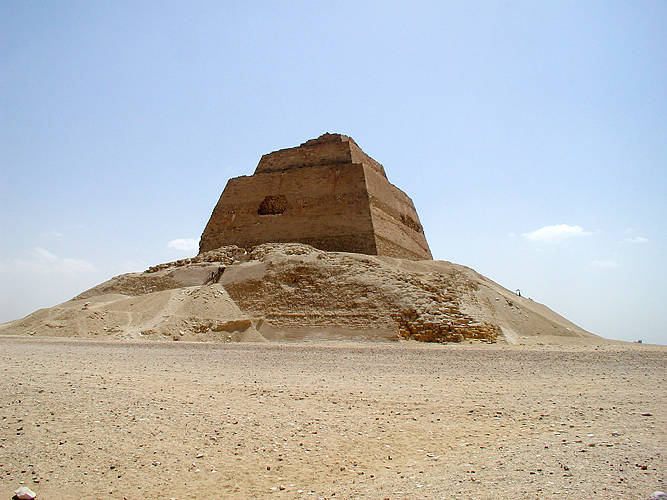
Restos de la pirámide de Seneferu en Meidum
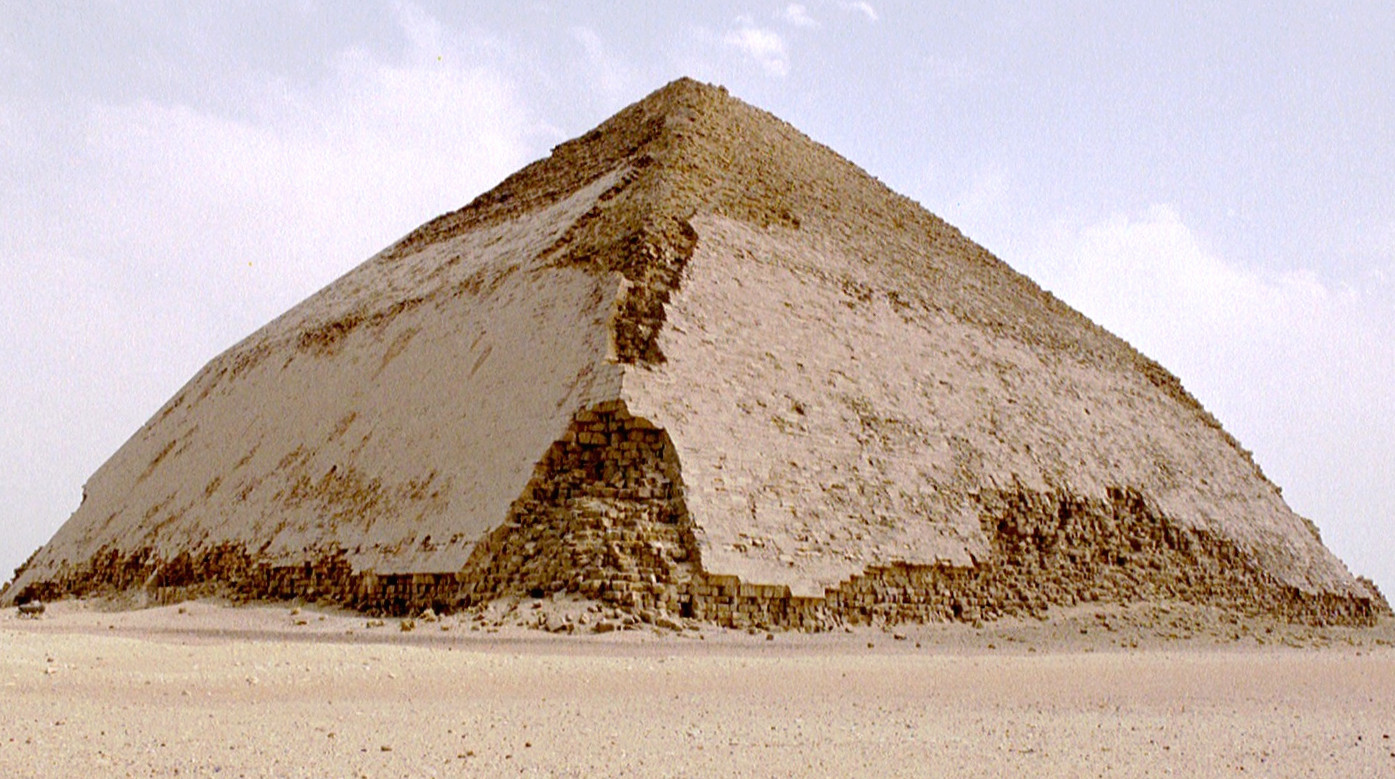
Pirámide Acodada de Seneferu, en Dahshur
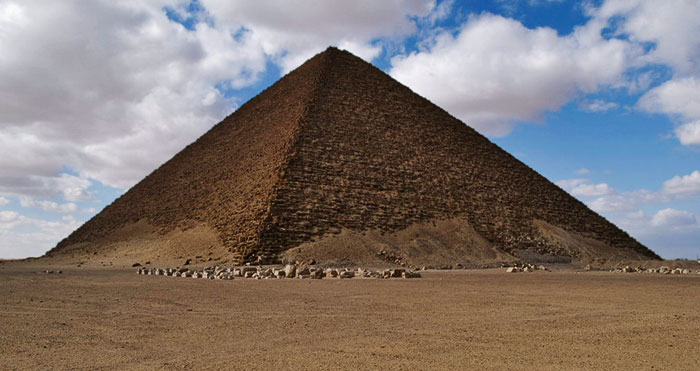
Pirámide Roja de Seneferu, en Dahshur
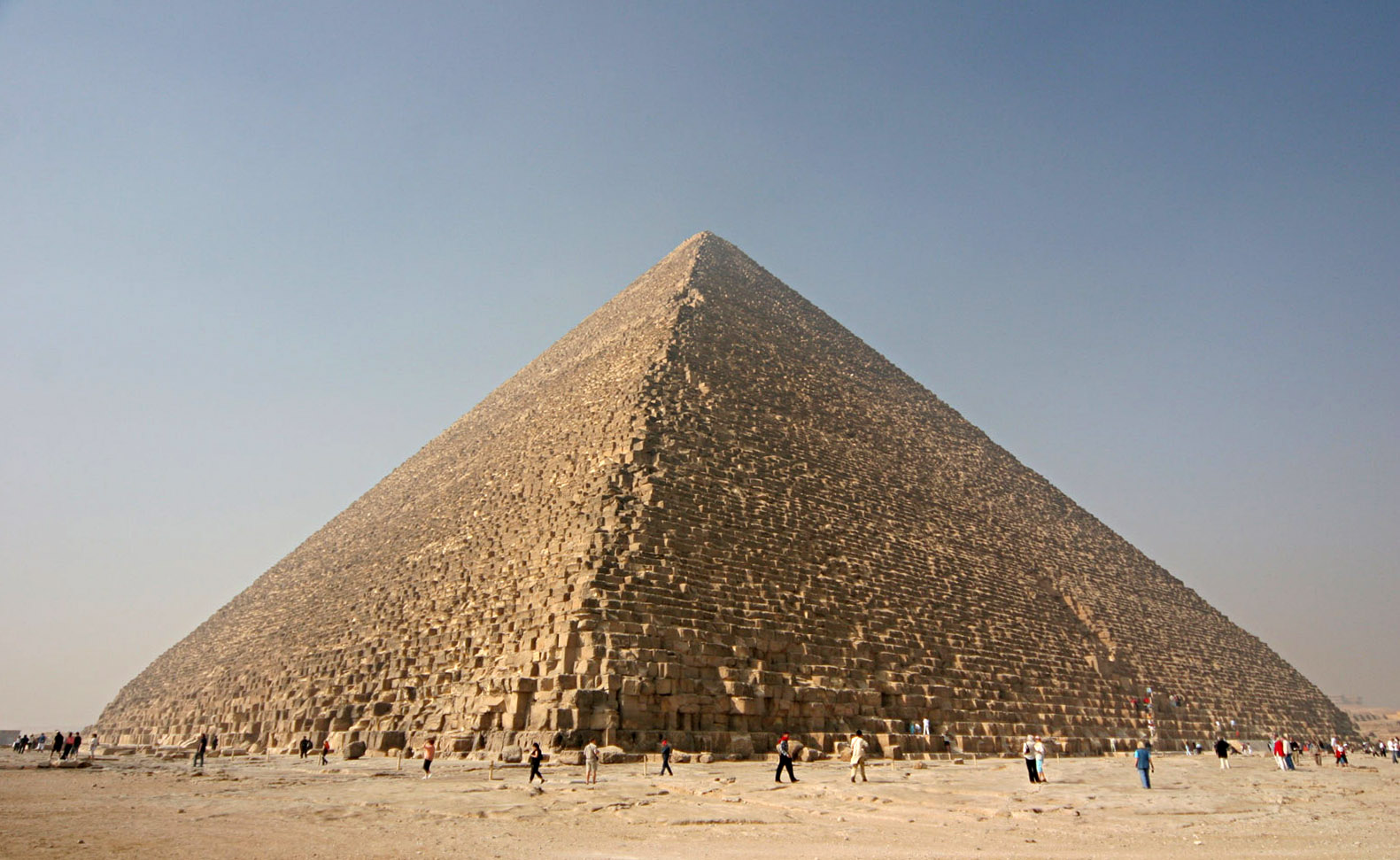
Gran Pirámide, de Keops, en Guiza
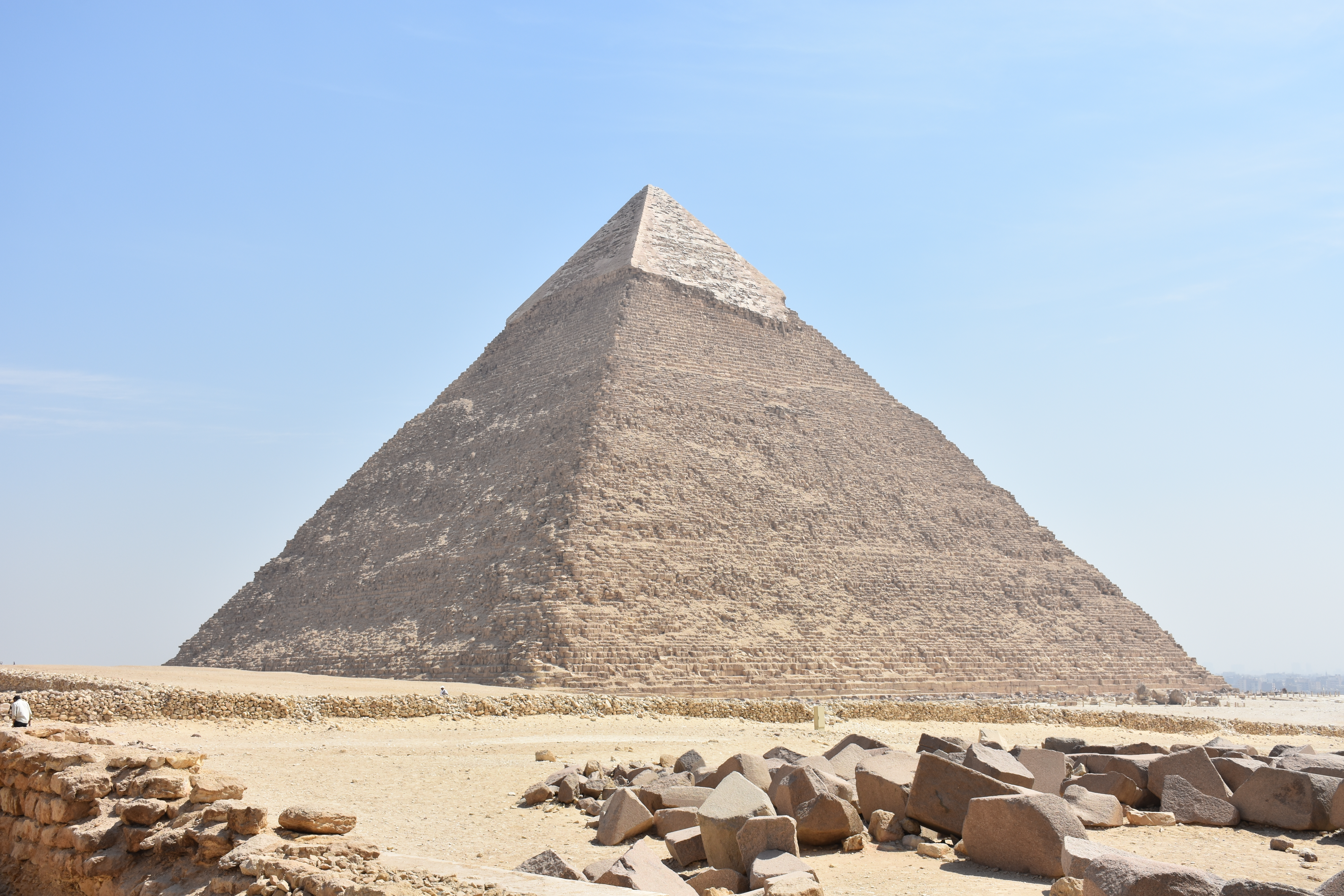
Pirámide de Kefrén, en Guiza

## Su teoría de la pirámide
La teoría de la pirámide de Mendelssohn sugiere explicaciones a un par de misterios en la construcción de las pirámides:
¿Por qué durante la cuarta dinastía, cuando fueron construidas todas las grandes pirámides de Egipto, los tres primeros faraones erigieron las cinco mayores pirámides? (en Meidum, Dahshur y Guiza). 
Mendelssohn sostiene que las pirámides fueron construidas como cenotafios, no como tumbas, y no tienen por qué coincidir con la vida de un faraón.
La construcción de las grandes pirámides debió requerir mucha mano de obra. Teniendo en cuenta el estado de perfección que estas pirámides muestran, una cantidad decisiva de esta mano de obra debe haber sido de profesionales altamente capacitados. 
Por otra parte, debido a las limitaciones geométricas, cuanto más crece una pirámide, menos personas son capaces de trabajar en ella. Si las pirámides fueron construidas de forma independiente y en épocas distintas,  habría sido necesario reunir y formar a trabajadores para cada edificio lo que descarta que fuera un trabajo sucesivo. 
Para Mendelssohn, tan pronto como una pirámide había llegado a la mitad de su tamaño, se comenzaba a trabajar en la del sucesor para aliviar este problema.
El cambio del ángulo de la pendiente lateral en la pirámide acodada de Meidum puede explicarse como una reacción a un colapso catastrófico de la pirámide, si estos monumentos no se construyeron sucesivamente, sino solapadamente.

## Libros de Mendelssohn
- The Riddle of the Pyramids. Thames & Hudson, 1974; Sphere Cardinal Edition, 1976.
- The Quest for Absolute Zero. McGraw-Hill, 1966.
- In China Now, 1969.
- The World of Walther Nernst, 1973.
- Science and Western Domination, Thames & Hudson, 1976.